# Systaria minhnguyeni
Espèce
Systaria minhnguyeni est une espèce d'araignées aranéomorphes de la famille des Miturgidae.

## Distribution
Cette espèce est endémique de la province de Quảng Bình au Viêt Nam,. Elle se rencontre vers Bố Trạch.

## Description
La carapace du mâle paratype mesure 5,01 mm de long sur 3,81 mm et l'abdomen 5,79 mm de long sur 2,94 mm et la carapace de la femelle paratype mesure 4,12 mm de long sur 2,96 mm et l'abdomen 4,58 mm de long sur 2,90 mm.

## Systématique et taxinomie
Cette espèce a été décrite par Hoang en 2023.

## Étymologie
Cette espèce est nommée en l'honneur de Hoang Minh Nguyen.

## Publication originale
- Hoang, 2023 : « A new spider species of the genus Systaria Simon 1897 (Araneae: Clubionidae) from central Vietnam. » Acta Arachnologica, vol. 72, no 1, p. 23-27.